# محافظ شخصی (فیلم ۲۰۰۴)
«محافظ شخصی» (انگلیسی: The Bodyguard (2004 film)) فیلمی در ژانر اکشن است که در سال ۲۰۰۴ منتشر شد. از بازیگران آن می‌توان به تونی جا اشاره کرد.